# غونزالو يانيز
غونزالو يانيز (بالإسبانية: Gonzalo Yáñez)‏ هو موسيقي ومغني وعازف قيثارة أوروغواياني، ولد في 8 مايو 1983 في مونتفيدو في الأوروغواي.

## وصلات خارجية
- الموقع الرسمي
- غونزالو يانيز على موقع ميوزك برينز (الإنجليزية)
- غونزالو يانيز على موقع أول ميوزيك (الإنجليزية)
- غونزالو يانيز على موقع ديسكوغز (الإنجليزية)